# Kirsty Mitchell
Kristy Mitchell (ur. 28 czerwca 1974 w Glasgow, Szkocja) – szkocka aktorka filmowa.

## Filmografia
- Small Faces (1996) jako Maggie
- Acid House, The (1998) jako Julie
- Real (2000) jako Jane
- Zwycięski gol (2000) jako Kate McQuillan
- Legend of Loch Lomond, The (2001) jako Mhari
- Attyla (2001) jako Honoria
- Butterfly Man (2002) jako Kate
- Żona pilota (2002) jako Muire Boland
- Al's Lads (2002) jako Edith
- I ja tam będę (2003) jako Nessie
- Latarnia (2004) jako Grace Angelini
- Bobby bohaterski psiak (2005) jako Ada Adams
- Prawie jak w niebie (2006) jako Nicki McAdam
- Uderzenie komety (2007) jako Marcie
- Wtorek (2008) jako Samantha
- Blackwater (2009) Carol
- Atak dinozaurów (2010) jako Emma
- Aligator 3 - Lake Placid (2010) jako Susan Bickerman
- Mercenaries (2011) jako Beatrice
- White Dwarf (2013) jako Kirsty
- Fala ognia (2014) jako Slater Capilla
- Ella i John (2017) jako Jennifer Ward
- Bodyguard Zawodowiec (2017) jako Harr
- The Saint (2017) jako Mamma Simona
- Korytarzem w mrok (2018) jako Ginny Gordy-Dabrowski
- Creation Stories (2021) jako Susan McGee[1]